# برایان استیل (سیاستمدار)
برایان جورج استیل (‎/ˈstaɪl/‎ STYLE؛ متولد ۳ مارس 1981) یک وکیل دادگستری، تاجر و سیاستمدار جمهوری‌خواه آمریکایی از جینسویل، ویسکانسین است. او یکی از اعضای مجلس نمایندگان ایالات متحده است و از سال ۲۰۱۹ نماینده حوزه اول کنگره ایالت ویسکانسین است.
استیل در دبیرستان جوزف کریگ در جینسویل، ویسکانسین، که در آنجا به دنیا آمد، بزرگ شد و تحصیل کرد. او مدرک لیسانس خود را در رشته مدیریت بازرگانی از دانشگاه جورج تاون و دکترای حقوقی خود را از دانشکده حقوق دانشگاه ویسکانسین دریافت کرد.